# Miroir magnétique

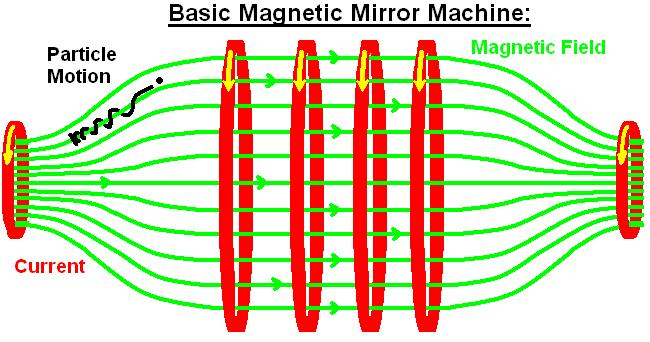
Diagramme simplifié d'une machine à miroir magnétique montrant le mouvement d'une particule chargée. Les anneaux au centre étendent le volume de confinement horizontalement, mais ne sont pas strictement nécessaires et n'apparaissent pas dans de nombreuses machines à miroirs magnétiques.

Un miroir magnétique, connu également sous le nom de piège magnétique ou parfois de pyrotron aux États-Unis, est un type de dispositif de fusion nucléaire à confinement magnétique utilisé dans certains réacteurs à fusion pour piéger le plasma à haute température à l'aide de champs magnétiques. Le miroir a été l'une des premières approches importantes pour produire de l'énergie par fusion nucléaire, aux côtés des machines stellarator et de celles à confinement par pincement (z-pinch).
Dans un miroir magnétique classique, une configuration d'électroaimants est utilisée pour créer une zone avec une densité croissante de lignes de champ magnétique aux deux extrémités d'un volume de confinement. Les particules qui s'approchent d'une extrémité sont soumises à une force de plus en plus importante, qui finit par leur faire rebrousser chemin et à les renvoyer dans la zone de confinement. Cet effet miroir ne se produit que pour les particules dont la vitesse et l'angle d'approche se situe dans des plages limitées. Les particules se trouvant en dehors de ces limites s'échappent de la zone de confinement, ce qui constitue des fuites intrinsèques au miroir.
Une analyse des premiers dispositifs de fusion par Edward Teller avait montré que les premières conceptions de miroir étaient intrinsèquement instables. En 1960, des chercheurs soviétiques ont introduit une nouvelle configuration, le « minimum-B », pour résoudre le problème d'instabilité. Ce dernier a lui-même ensuite été modifiée par des chercheurs britanniques en un dispositif du nom de « bobine de base-ball », car il ressemblait à une balle de base-ball, puis par les États-Unis avec leur machine dite à « aimant yin-yang ». Chacune de ces améliorations a conduit à de nouvelles augmentations des performances, atténuant diverses instabilités, mais nécessitait des systèmes d'aimants de plus en plus gros. Le concept de miroir tandem, développé aux États-Unis et en Russie à peu près au même moment, offrait un moyen de fabriquer des machines à rendement énergétique positif sans nécessiter d'énormes aimants, ni une alimentation électrique importante.
Vers la fin des années 1970, de nombreux problèmes de conception étaient considérés comme résolus et le laboratoire national Lawrence Livermore (en anglais : Lawrence Livermore National Laboratory, ou LLNL) commença alors l'étude du Mirror Fusion Test Facility (MFTF) sur la base de ces concepts. La machine a été achevée en 1986, mais à ce moment-là, des expériences utilisant le miroir tandem, plus petit, avaient révélé de nouveaux problèmes. Du fait d'une série de coupes budgétaires, MFTF a été suspendu, puis finalement abandonné. Un concept de réacteur à fusion appelé le tore bosselé utilisait une série de miroirs magnétiques assemblés en anneau. Il a été étudié au laboratoire national d'Oak Ridge jusqu'en 1986. Depuis cette période, l'approche du miroir magnétique a connu une diminution de ses développements, au profit du tokamak. Mais des recherches se poursuivent aujourd'hui dans des pays comme le Japon ou la Russie.

## Histoire

### Premiers développements

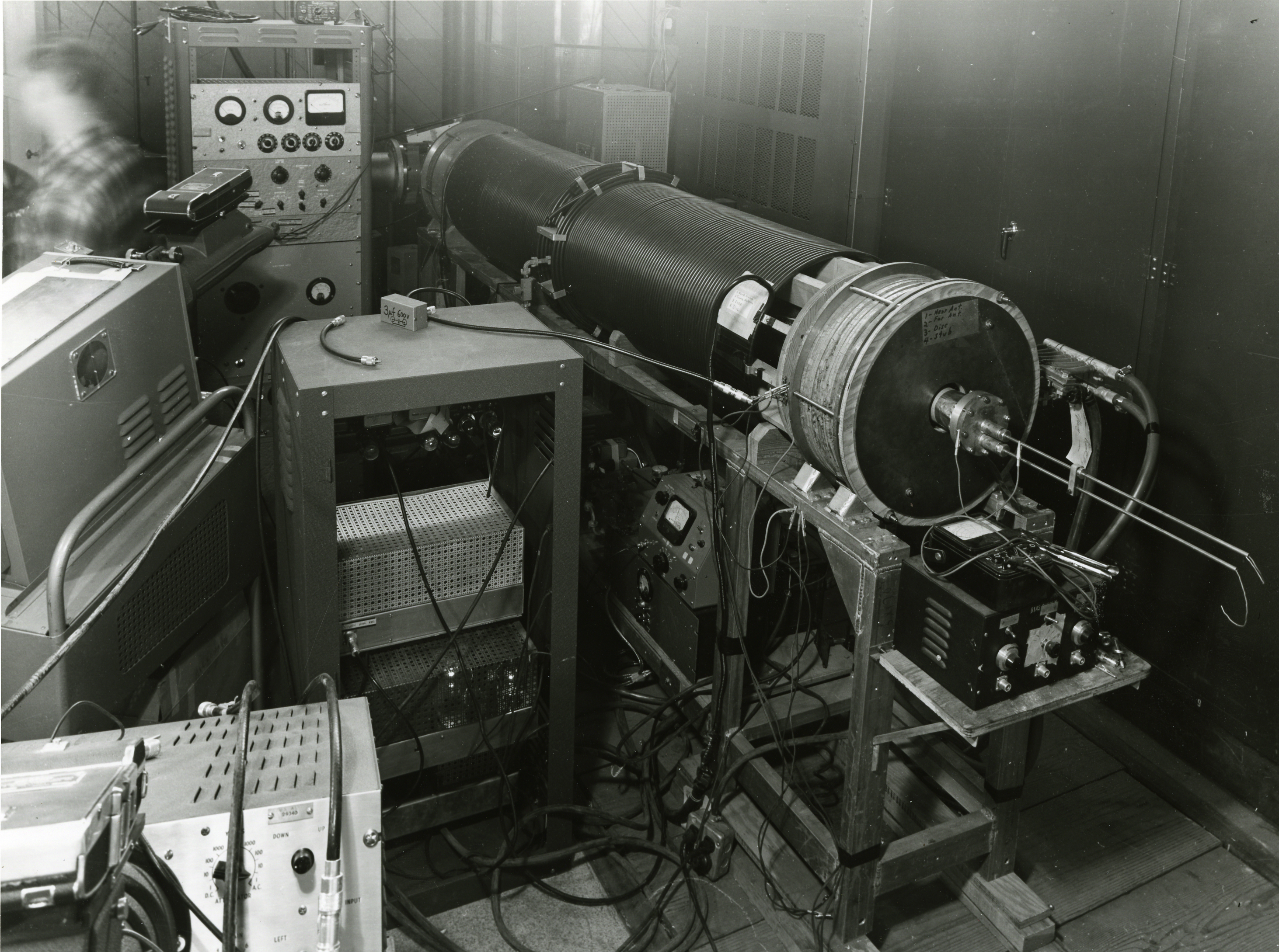
L'appareil Q-cumber du laboratoire national Lawrence Livermore, aux États-Unis, vu ici en 1955 alors qu'il était encore classifié. Il a été parmi les premiers à démontrer clairement la possibilité du confinement magnétique par effet miroir.

Le concept du confinement d'un plasma par miroir magnétique a été proposé au début des années 1950 indépendamment par Gersh Budker de l'Institut Kurchatov en Russie et par Richard F. Post au laboratoire national Lawrence Livermore aux États-Unis.
Avec la mise en place du Project Sherwood en 1951, Post commença le développement d'un petit appareil pour tester la configuration du miroir magnétique. Il s'agissait d'un tube linéaire en pyrex placé le long de l'axe d'une série d'aimants. Les aimants étaient disposés en deux ensembles, le premier constitué de petits aimants espacés uniformément sur toute la longueur du tube, et le second d'une paire d'aimants beaucoup plus intenses à chacune des extrémités de l'appareil. En 1952, ils ont pu démontrer que le plasma à l'intérieur du tube restait confiné pendant des durées beaucoup plus longues lorsque les aimants miroirs aux deux extrémités étaient en fonctionnement. À l'époque, ils appelaient cet appareil le « pyrotron », mais ce nom n'a pas été retenu très longtemps.

### Instabilités
Lors d'une conférence devenue désormais célèbre sur la fusion nucléaire en 1954, Edward Teller avait noté que tout appareil avec des lignes de champ magnétique convexes serait probablement instable, un problème aujourd'hui connu sous le nom d'instabilité de flûte. Le miroir avait précisément une configuration en forme de flûte. Le champ magnétique était très convexe aux extrémités où l'intensité du champ augmentait. Ces problèmes suscitaient de sérieuses inquiétudes de la part de Post, mais au cours de l'année suivante, son équipe ne trouva aucune indication de ces problèmes. En octobre 1955, Post alla jusqu'à déclarer : « Il apparaît maintenant clairement que, du moins en ce qui concerne la machine à miroir, ces calculs ne s'appliquent pas en détail. »
En Russie, le premier miroir magnétique à petite échelle (le « probkotron ») a été construit en 1959 à l'Institut de physique nucléaire Budker de Novossibirsk. Contrairement à l'équipe menée par Post, les Russes ont immédiatement vu l'instabilité qu'avait prédite Teller, ce qui conduisit à un paradoxe car les équipes américaines continuaient à manquer d'évidences du problème. En 1960, Post et Marshall Rosenbluth ont publié un rapport « fournissant des preuves de l'existence d'un plasma confiné stable ... alors que la théorie hydromagnétique la plus simple prédit l'instabilité. »
Lors d'une réunion sur la physique des plasmas à Saltzberg en 1961, la délégation soviétique présenta de nombreuses données mettant en évidence l'instabilité, tandis que les équipes américaines continuaient à n'en montrer aucune. Une question désinvolte de Lev Artsimovich a alors réglé la question lorsqu'il demanda si les données produites à partir des instruments des machines américaines avaient été ajustées pour tenir compte d'un délai bien connu en sortie des détecteurs qu'ils utilisaient. Il est soudainement devenu clair que la stabilité apparente de 1 ms correspondait en réalité à la milliseconde de retard dans l'acquisition des mesures. Artsimovich est allé jusqu'à affirmer que « nous ne disposons plus aujourd'hui d'aucun fait expérimental indiquant un confinement durable et stable du plasma avec des ions chauds au sein d'une géométrie à miroir magnétique simple. »

### Nouvelles géométries

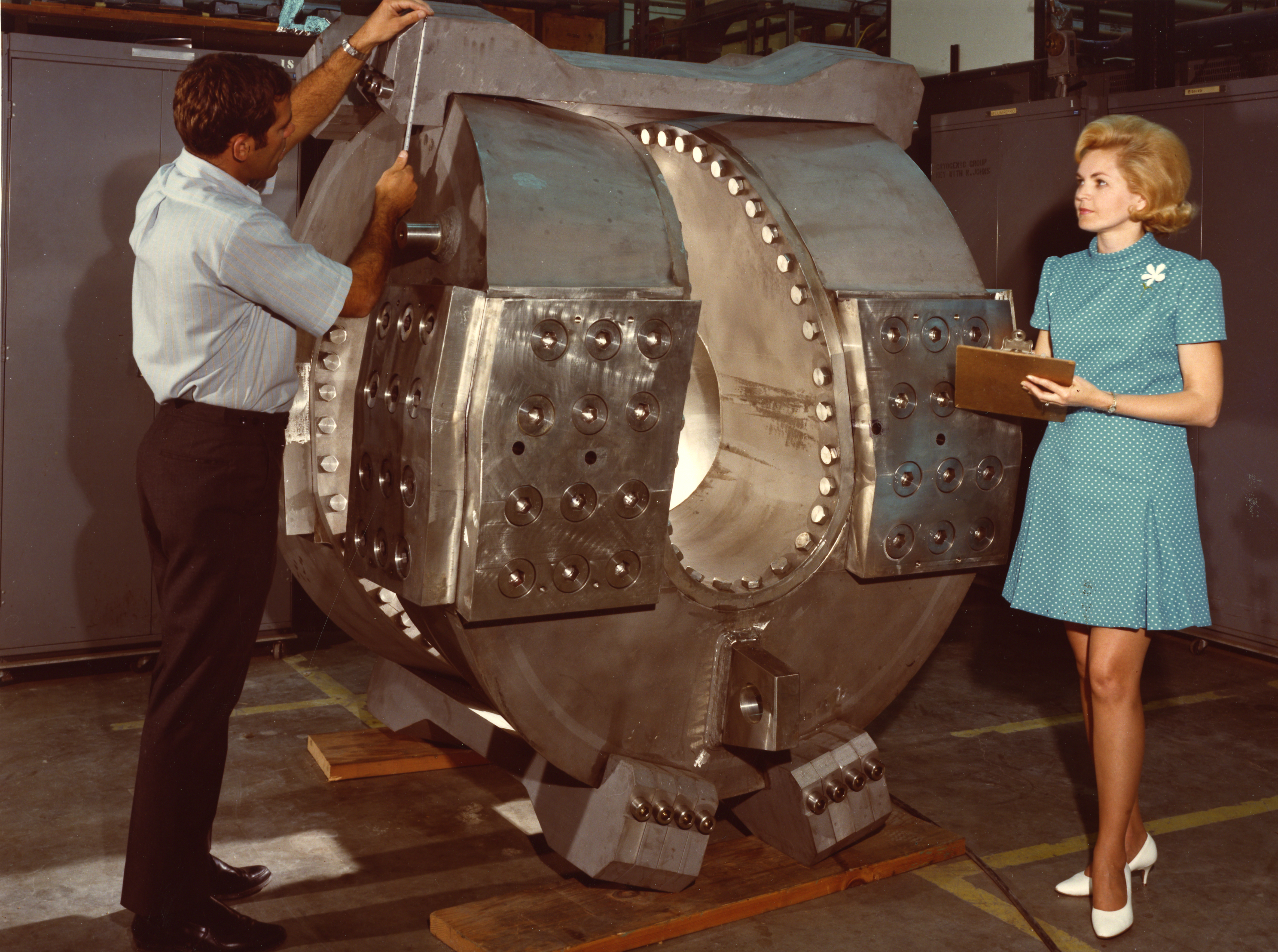
Le Baseball II était une version supraconductrice de la conception de la bobine de baseball, vue ici en 1969 lors de sa construction.

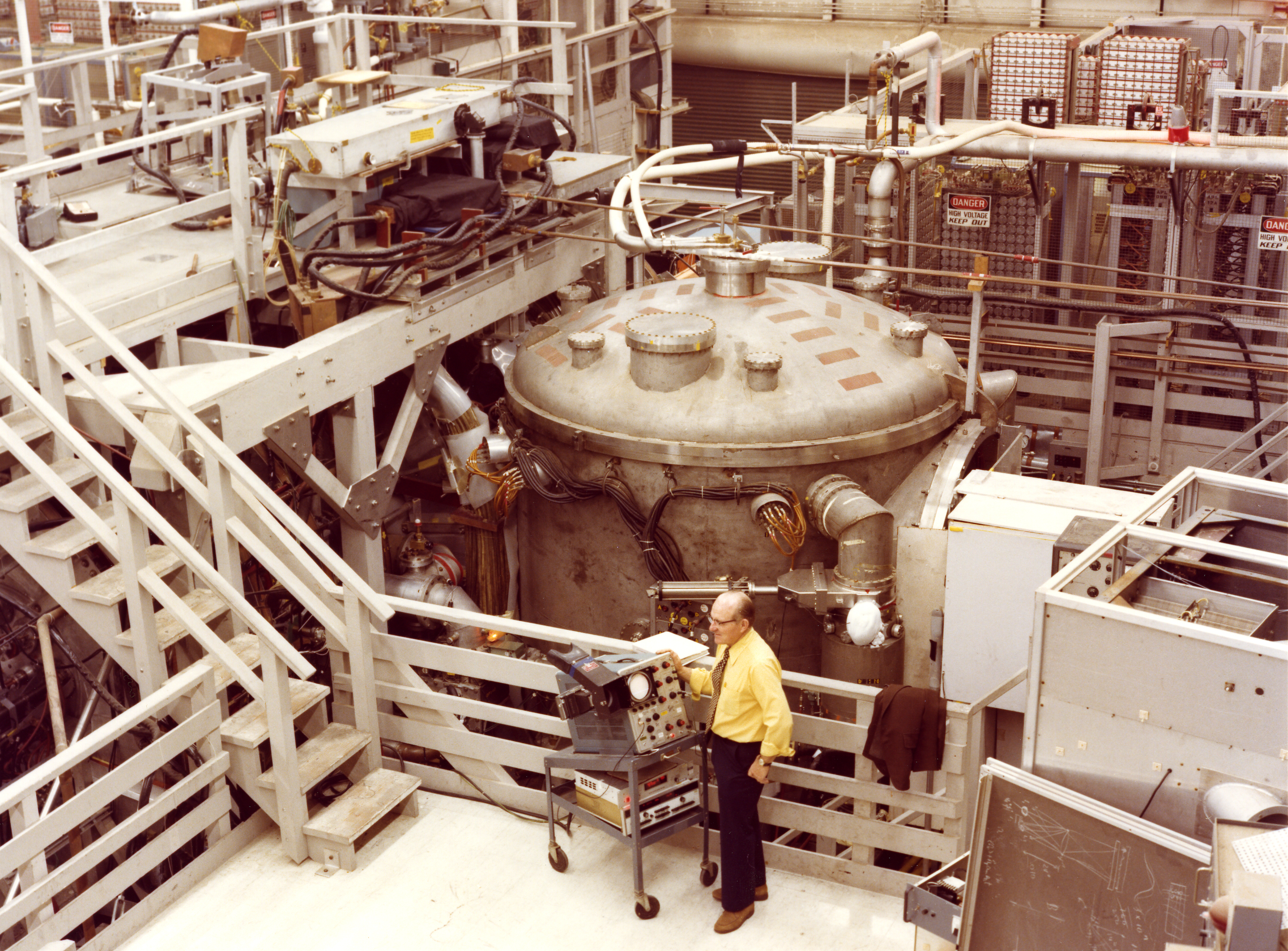
L'expérience de la bouteille magnétique 2X de 1978. La photo montre Fred Coensgen. Le cylindre contient un ensemble d'injecteurs de faisceau neutre, le miroir lui-même n'est pas visible.

La question des instabilités potentielles avait alors été examinée sur le terrain pendant un certain temps et de nombreuses solutions possibles avaient été proposées. Celles-ci consistaient généralement à modifier la forme du champ magnétique pour qu'il soit concave sur tout le volume, la configuration dite du « minimum-B ».
Lors de la même réunion de 1961, Mikhail Ioffe avait présenté les données d'une expérience utilisant le minimum-B. Sa conception utilisait une série de six barres conductrices de courant supplémentaires à l'intérieur d'un miroir par ailleurs typique, ce qui déformait le plasma, lui donnant une forme de nœud papillon torsadé, produisant une configuration minimum-B. L'équipe avait pu démontrer que cela améliorait grandement les temps de confinement de l'ordre de la milliseconde. Aujourd'hui, cet arrangement est connu sous le nom de « barres de Ioffe ».
Un groupe du Centre scientifique de Culham, en Angleterre, avait noté que le système de Ioffe pouvait être amélioré en combinant les anneaux d'origine et les barres en un seul nouvel arrangement similaire au motif que l'on peut voir sur une balle de tennis. Ce concept a été repris aux États-Unis où il a été renommé d'après les coutures qui maintiennent le cuir sur une balle de base-ball. Ces « bobines de base-ball » avaient le grand avantage de laisser le volume interne du réacteur ouvert, permettant un accès facile pour les instruments de diagnostic. En revanche, la taille de l'aimant par rapport au volume du plasma n'était pas pratique et nécessitait des aimants très puissants. Post a ensuite introduit une autre amélioration, les « bobines yin-yang », qui utilisaient deux aimants en forme de C pour produire la même configuration de champ, mais avec un volume plus petit.
Aux États-Unis, des changements importants au programme de fusion étaient en cours. Robert Hirsch et son assistant Stephen O. Dean étaient enthousiasmés par les énormes progrès des performances observées dans les tokamaks soviétiques. Ces derniers suggéraient que la production d'électricité était désormais une possibilité. Hirsch commença alors à transformer le programme de l'époque, qu'il ridiculisait comme étant une série d'expériences scientifiques non coordonnées, pour produire un effort planifié dont le but était d'atteindre le seuil de rentabilité. Dans le cadre de ce changement, il commença par exiger que les systèmes actuels démontrent des progrès réels, ou ils seraient annulés. Le tore bosselé, le levitron et l'Astron ont tous été abandonnés, non sans une réticence acharnée.
Dean a ensuite rencontré l'équipe de Livermore pour préciser que le projet Astron serait probablement terminé, et que les miroirs magnétiques devaient également être améliorés ou abandonnés, ce qui aurait laissé le laboratoire sans grands projets de fusion. En décembre 1972, Dean fit une série de demandes à l'équipe travaillant sur le miroir : leurs systèmes devraient démontrer une valeur de nT de 1012, une augmentation importante par rapport à la meilleure valeur de l'époque, qui était de 8x109 sur le réacteur 2XII. Après avoir entendu les inquiétudes des chercheurs que l'objectif serait impossible à atteindre, Dean est revenu en arrière avec une valeur de 1011 d'ici à la fin de 1975.

### DCLC
Bien qu'ayant un niveau de performance bien inférieur aux exigences de Dean, le réacteur 2XII avait néanmoins réussi à démontrer que l'arrangement yin-yang était réalisable et supprimait les principales instabilités observées dans les machines à miroirs magnétiques précédentes. Mais alors que les expériences se poursuivaient jusqu'en 1973, les résultats ne s'amélioraient pas comme prévu. Des solutions ont émergé pour augmenter les performances, en particulier grâce à l'injection de faisceaux de particules neutres pour faire monter rapidement la température du plasma dans le but d'atteindre les conditions de Dean. Le résultat a été le réacteur 2XIIB, le B étant pour beam (faisceau).
Lors de la mise en place du 2XIIB, en novembre 1974, Fowler reçut une lettre de Ioffe contenant une série de photographies d'écrans d'oscilloscope sans autre explication. Fowler comprit qu'elles démontraient que l'injection d'un plasma chaud pendant le fonctionnement améliorait le confinement. Le problème semblait être dû à une instabilité, dont on s'attendait depuis longtemps, mais qui n'avait toujours pas été observée, connue en anglais sous le nom de « drift-cyclotron loss-cone », ou DCLC. Les photographies d'Ioffe démontraient que l'instabilité DCLC apparaissait dans les réacteurs soviétiques et que l'injection du plasma chaud semblait la stabiliser.
Les premières expériences avec le réacteur 2XIIB ont commencé en 1975, et un DCLC significatif a immédiatement été observé. Malheureusement, l'effet se renforçait au fur et à mesure que l'on améliorait les conditions de fonctionnement avec un vide plus poussé et un meilleur nettoyage de l'intérieur. Fowler reconnut que les performances étaient semblables à celles que montraient les photographies de Ioffe, et 2XIIB a dû alors être modifié pour pouvoir injecter du plasma chaud au cours son fonctionnement. Lorsque les résultats sont finalement apparus, ils ont été décrits comme « la lumière du soleil perçant les nuages et une chance que tout aille finalement bien ».

### Amélioration du facteur de gainQet miroirs tandem

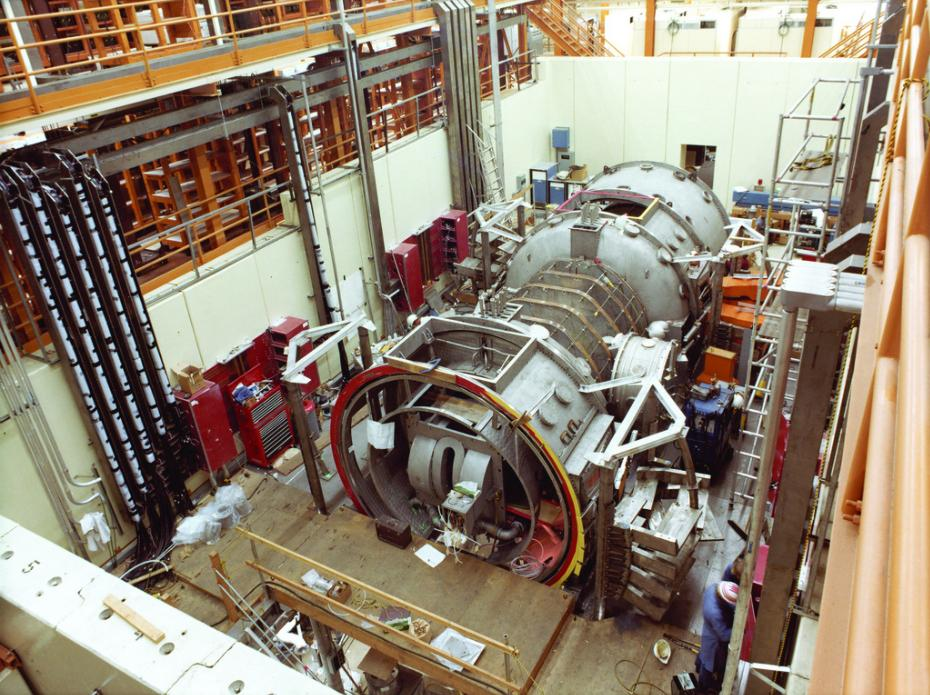
L'expérience des miroirs tandems (en anglais : Tandem Mirror Experiment, ou TMX) en 1979. On peut voir l'un des deux miroirs yin-yang à l'extrémité au premier plan.

En juillet 1975, l'équipe du 2XIIB avait présenté ses résultats avec une valeur de nT de 7x1010, un ordre de grandeur meilleure que celle de 2XII et assez proche des exigences de Dean. À cette époque, le grand tore de Princeton avait été mis en service et il établissait record après record, incitant Hirsch à commencer à planifier des machines encore plus grandes pour le début des années 1980 avec pour but explicite d'atteindre le seuil de rentabilité, correspondant à un facteur de gain Q = 1. Ce projet est devenu le Tokamak Fusion Test Reactor (TFTR), dont le but était de fonctionner avec un combustible deutérium-tritium (ou DT) et d'atteindre Q = 1, tandis que les machines du futur atteindraient Q > 10.
Avec les derniers résultats du 2XIIB, il est apparu qu'une conception yin-yang plus grande améliorerait également les performances. Cependant, les calculs montraient qu'il n'atteindrait que Q = 0,03. Même les versions les plus développées du concept de base, avec des fuites de plasma réduites à la limite inférieure prédite par la théorie, ne pourraient atteindre que Q = 1,2. Ces dispositifs seraient donc largement inutiles pour la production d'électricité, et Hirsch exigea que les performances soient améliorées pour que le programme puisse se poursuivre. Ce problème est devenu connu sous le nom de « amélioration de Q ».
En mars 1976, l'équipe de Livermore décida d'organiser un groupe de travail sur le thème de l'amélioration de Q lors d'une réunion internationale sur la fusion qui devait se tenir en octobre 1976 en Allemagne. Au cours du weekend du 4 juillet de la même année, Fowler et Post ont eu l'idée du miroir tandem, un système composé de deux miroirs à chacune des extrémités d'une grande chambre qui contenait de plus grandes quantités de combustible de fusion mais à une pression magnétique moindre. Lorsqu'ils sont retournés au LLNL le lundi suivant, ils découvrirent que l'idée avait été développée indépendamment par un physicien du personnel, Grant Logan. Lors de la réunion en Allemagne, ils ont exposé des versions plus développées de ces idées, mais ils ont rencontré un chercheur soviétique qui proposait exactement la même solution.
À leur retour d'Allemagne, Dean rencontra l'équipe et décida de terminer le système Baseball II et de diriger son financement vers un projet de miroirs tandem, débouchant sur le projet TMX (Tandem Mirror Experiment). La conception finale a été présentée et approuvée en janvier 1977. La construction de ce qui était alors la plus grande expérience à Livermore a été achevée en octobre 1978. En juillet 1979, des expériences démontraient que TMX fonctionnait comme prévu.

### Barrières thermiques et MFTF
Avant même que le concept des miroirs tandems n'émergence, ce qui était à cette époque le Ministère de l'énergie des États-Unis avait accepté de financer la construction d'un miroir beaucoup plus grand connu sous le nom de Mirror Fusion Test Facility (MFTF). À l'époque, le plan pour MFTF était simplement de devenir le plus grand aimant yin-yang que l'on soit capable de construire. Après le succès de TMX, MFTF a été modifiée pour devenir MFTF-B, en utilisant deux des plus grands aimants yin-yang réalisés à l'époque, produisant une énorme configuration en tandem. L'objectif était d'atteindre Q = 5. Vers la fin de 1978, lorsque les équipes ont commencé à envisager les étapes de la construction grandeur nature du TMX, il est apparu clairement qu'il ne serait tout simplement pas possible d'atteindre les objectifs requis. En janvier 1979, Fowler fit arrêter les travaux, déclarant qu'il faudrait trouver des améliorations.
Au cours d'expérimentations utilisant le TMX, il s'est avéré à la surprise générale que la loi instaurée par Lyman Spitzer dans les années 1950 n'était pas valide. En ce qui concernait TMX, les électrons sur une même ligne de champ magnétique se trouvaient avoir une grande disparité de vitesses, ce qui était tout à fait inattendu. D'autres travaux de John Clauser ont démontré que ceci était dû à l'injection du plasma chaud utilisée pour supprimer le DCLC. Logan étudia alors ces résultats et les utilisa pour trouver une toute nouvelle façon de confiner le plasma : avec un arrangement méticuleux de ces électrons, on pourrait produire une région avec un grand nombre d'électrons « froids » qui attireraient les ions chargés positivement. Dave Baldwin a ensuite démontré que cela pouvait être amélioré grâce aux faisceaux neutres. Fowler a qualifié le résultat de « barrière thermique », car le combustible le plus chaud était repoussé en dehors de ces régions. Il est apparu qu'il permettait de maintenir le confinement en utilisant beaucoup moins d'énergie que le concept TMX initial,.
Ce résultat suggérait que MFTF ne se contenterait pas d'atteindre la valeur arbitrairement choisie de Q = 5, mais en ferait un véritable concurrent des tokamaks, qui promettaient des valeurs de Q beaucoup plus élevées. Fowler s'est alors mis a concevoir une autre version de MFTF, encore appelée MFTF-B, basée sur le concept de la barrière thermique. Le laboratoire décida de commencer la construction malgré l'absence de preuves expérimentales que le concept fonctionnerait, dans le but de pouvoir proposer une machine compétitive à peu près au même moment que le TFTR, alors que TMX serait modifié en parallèle à la construction de MFTF-B, pour permettre de tester le concept.
Le 28 janvier 1980, Fowler et son équipe ont présenté leurs résultats au Département de l'énergie américain (DoE). En démontrant que TMX avait fonctionné et en utilisant les données supplémentaires qu'avaient produit les Soviétiques, ainsi que des simulations sur ordinateurs, ils ont pu présenter un plan de 226 millions de dollars pour la construction de MFTF, tout en améliorant TMX pour y ajouter les barrières thermiques (ce qui deviendra TMX-U), pour un montant de 14 millions de dollars. La proposition a été acceptée et la construction des deux systèmes a pu commencer. TMX a donc été arrêté en septembre 1980 pour entreprendre sa conversion.

### TMX-U échoue et MFTF est mis en veille

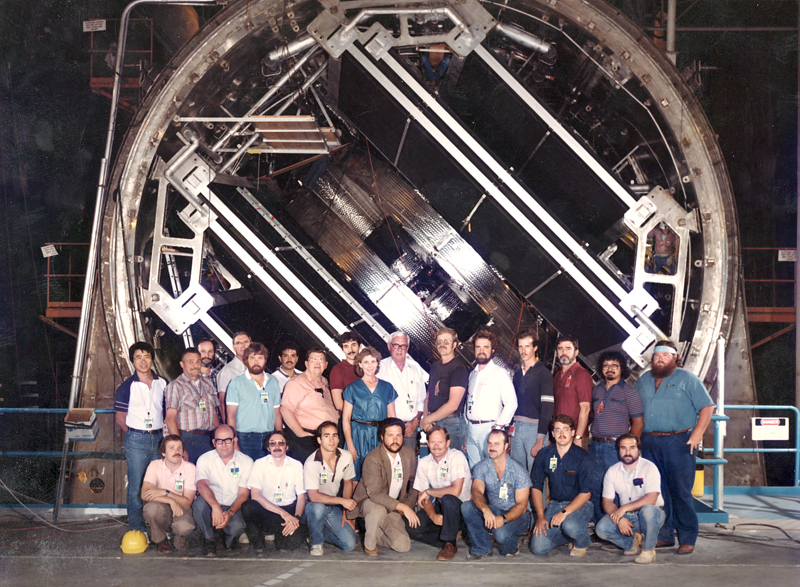
MFTF était un projet de Livermore de 372 millions de dollars qui a été mis en veille.

TMX-U a commencé des expériences en juillet 1982, date à laquelle des parties du MFTF, qui fait la taille d'un Boeing 747, avaient été installées dans le bâtiment 431. Cependant, alors qu'ils tentaient d'augmenter la densité du plasma à des valeurs qui seraient compatibles avec celles nécessaires pour MFTF, les techniciens ont constaté que les barrières thermiques n'étaient pas capables de compenser la quantité de plasma qui s'échappait du réservoir central, et il n'y avait aucune raison apparente permettant de penser que le même problème ne se produirait pas sur MFTF. Si les taux observés avec TMX-U étaient typiques, il serait impossible pour MFTF de s'approcher de ses objectifs concernant la valeur de Q.
La construction du MFTF, déjà budgétisée, s'est poursuivie et le système a été déclaré officiellement achevé le 21 février 1986, au coût final de 372 millions de dollars. Alors qu'il remerciait l'équipe pour sa contribution à la construction du système, le nouveau directeur du DoE, John Clarke, annonça également qu'il n'y aurait pas de financement pour le faire fonctionner. Clarke a par la suite déclaré que la décision d'annuler le projet avait été très difficile : « Cela aurait été tellement plus simple si j'avais eu une défaillance technique à signaler ».
Il est resté inutilisé pendant un an, en attendant qu'un financement opérationnel soit alloué, mais cela n'est jamais arrivé. La machine a été mise au rebut en 1987. Le DoE a également réduit le financement de la plupart des autres programmes à miroirs magnétiques.

### Après 1986

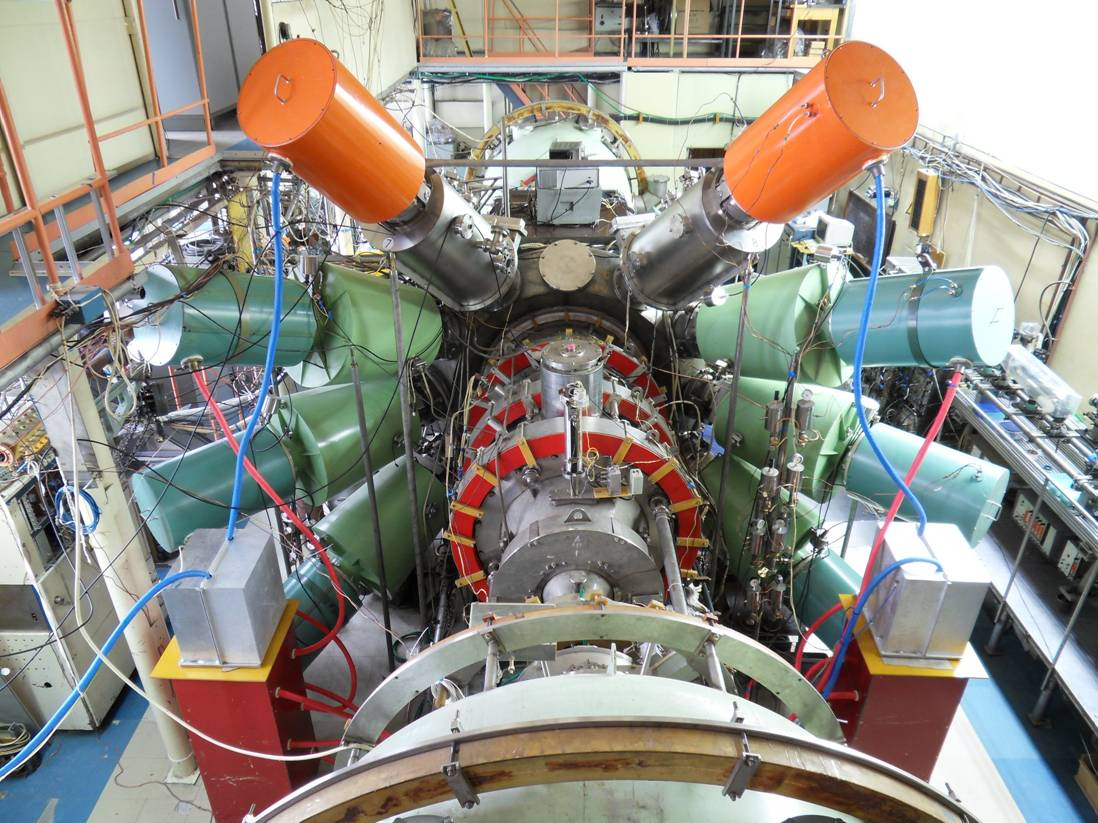
Le piège à gaz dynamique en Russie.

La recherche sur les miroirs magnétiques s'est poursuivie en Russie. Un exemple moderne est le piège à gaz dynamique, une machine expérimentale utilisée à l'Institut de physique nucléaire Budker de Novossibirsk. Cette machine a atteint un rapport bêta de 0,6 pendant 0,005 seconde, à une température de 1 KeV.
Le concept présentait un certain nombre de défis techniques, notamment la difficulté de maintenir une distribution non maxwellienne des vitesses. Cela signifiait qu'au lieu d'avoir de nombreux ions se heurtant à haute énergie, l'énergie des ions se répartissait selon une courbe de Gauss. Les ions se thermalisaient ensuite, laissant la majeure partie du matériau trop froid pour fusionner. Les collisions dispersaient tellement les particules chargées qu'il était impossible de les contenir. Enfin, des instabilités dans l'espace des vitesses contribuaient également à des fuites de plasma.
En septembre 2022, des chercheurs de l'Université du Wisconsin à Madison ont incorporé une start-up nommée Realta Fusion pour développer et commercialiser des réacteurs à miroirs tandems qui, bien que leur objectif à long terme soit la production d'électricité, vise d'abord le marché de la chaleur industrielle avec des centrales plus petites. Leur objectif déclaré est de trouver une « voie moins coûteuse et moins complexe » vers la production d'énergie de fusion,,.
Les miroirs magnétiques jouent un rôle important dans d'autres types de dispositifs à énergie de fusion magnétique tels que les tokamaks, dans lesquels le champ magnétique toroïdal est plus fort vers les surfaces intérieures que vers les surfaces extérieures. Les effets qui en résultent sont dits néoclassiques. Les miroirs magnétiques sont également présents dans la nature. Les électrons et les ions dans la magnétosphère, par exemple, rebondissent entre les champs plus intenses aux pôles, conduisant aux ceintures de rayonnement de Van Allen qui ont été découvertes en 1958 à l'aide de données obtenues par des instruments à bord du satellite Explorer 1.

## Dérivation mathématique
L'effet miroir peut se modéliser mathématiquement. Supposons les conditions d'invariance adiabatique du moment magnétique, c'est-à-dire que le moment magnétique et l'énergie totale de la particule ne changent pas. L'invariance adiabatique est perdue dès qu'une particule occupe un point nul ou une zone sans champ magnétique. Le moment magnétique peut alors s'exprimer par : {\displaystyle \mu ={\frac {mv_{\perp }^{2}}{2B}}.}On suppose que μ reste constant pendant que la particule se déplace dans le champ magnétique plus dense. Mathématiquement, pour que cela soit possible, la vitesse {\displaystyle v_{\perp }} perpendiculaire au champ magnétique doit également augmenter. D'autre part, l'énergie totale {\displaystyle {\mathcal {E}}} de la particule s'exprime par : {\displaystyle {\mathcal {E}}=q\phi +{\tfrac {1}{2}}mv_{\parallel }^{2}+{\tfrac {1}{2}}mv_{\perp }^{2}.}Dans les régions dépourvues de champ électrique, si l'énergie totale reste constante, la vitesse parallèle au champ magnétique doit diminuer. Si elle devient négative, la particule est repoussée par les champs denses.

### Rapports de miroir
Les miroirs magnétiques ont leur propre rapport de miroir qui s'exprime mathématiquement par : {\displaystyle r_{\text{mirror}}={\frac {B_{\text{max}}}{B_{\text{min}}}}.}Le vecteur vitesse des particules à l'intérieur du miroir fait un angle avec le vecteur champ magnétique. Les particules dont l'angle par rapport au champ magnétique est faible peuvent s'échapper du miroir. On dit que ces particules appartiennent au cône de perte. Les particules réfléchies répondent aux critères suivants : {\displaystyle {\frac {v_{\perp }}{v}}>{\frac {1}{\sqrt {r_{\text{mirror}}}}}.}Ce résultat peut sembler surprenant car les particules les plus lourdes et les plus rapides, ou encore celles ayant une charge électrique plus faible, devraient être les plus difficiles à réfléchir. De même, on s'attend à ce qu'un champ magnétique plus faible réfléchisse moins de particules. Cependant, le rayon gyroscopique dans ces circonstances est également plus grand, de sorte que la composante radiale du champ magnétique vue par la particule est également plus grande. Il est vrai que le volume minimal et l'énergie magnétique sont plus importants dans le cas de particules rapides et de champs faibles, mais le rapport de miroir nécessaire reste le même.

## Invariance adiabatique
Les propriétés des miroirs magnétiques peuvent être dérivées à l'aide de l'invariance adiabatique du flux magnétique lors des variations de l'intensité du champ. Lorsque le champ devient plus intense, la vitesse augmente proportionnellement à la racine carrée du champ et l'énergie cinétique est proportionnelle au champ. Cela peut être considéré comme une énergie potentielle liant la particule.

## Bouteilles magnétiques

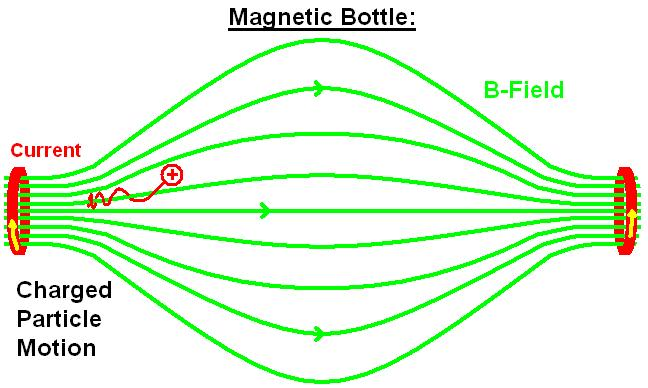
Cette image montre comment une particule chargée se déplace en tire-bouchon le long des lignes de champs à l'intérieur d'une bouteille magnétique, qui est constituée de deux miroirs magnétiques placés à proximité l'un de l'autre. La particule peut être réfléchie sur la région dense du champ et sera donc piégée.

Une bouteille magnétique est constituée de deux miroirs magnétiques placés l'un à côté de l'autre. Par exemple, deux bobines électriques parallèles séparées par une petite distance et transportant le même courant dans le même sens produiront des lignes de champ qui ont la forme d'une bouteille dans l'espace qui les sépare. Contrairement à la machine à miroir complète qui avait généralement de nombreux grands anneaux de courant entourant la région centrale du champ magnétique, la bouteille n'a généralement que deux anneaux de courant. Le champ magnétique est plus intense au niveau des deux bobines qu'au centre du dispositif, et les particules proches de chacune des bobines subissent une force magnétique qui les repoussent vers le centre de la région. Les particules ayant des vitesses appropriées se déplacent en spirale en faisant des allers-retours répétés entre les deux extrémités de la région. Des bouteilles magnétiques peuvent donc être utilisées pour piéger temporairement des particules chargées. Il est plus facile de piéger des électrons que des ions, car les électrons sont beaucoup plus légers. Cette technique est utilisée pour confiner les plasmas de haute énergie dans les expériences de fusion.

## Cuspides biconiques

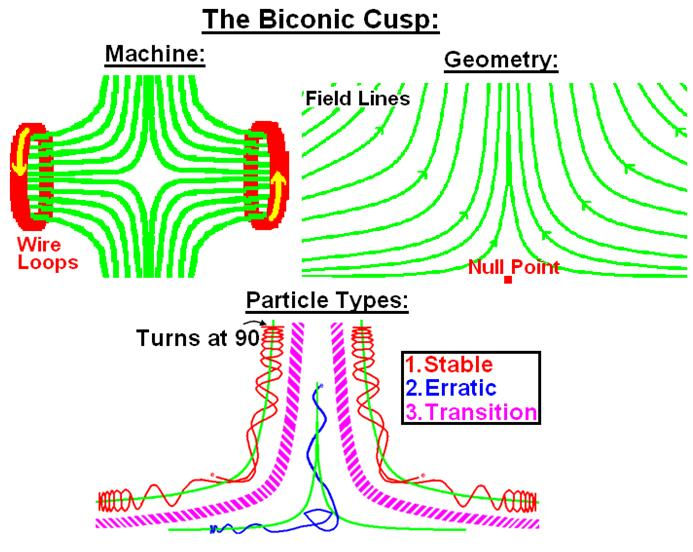
Lignes de champ dans une cuspide biconique.

Si l'un des pôles de la bouteille magnétique est inversé, elle devient une cuspide biconique, qui peut également confiner des particules chargées,,. Les cuspides biconiques ont d'abord été étudiées par Harold Grad à l'Institut des sciences mathématiques de Courant. Des études ont révélé la présence de différents types de particules à l'intérieur d'une cuspide biconique. L'approche la plus financée est celle du réacteur à fusion compact qui a été supportée par Lockheed-Martin depuis 2007.